# Rochester (Ohio)
Rochester es una villa ubicada en el condado de Lorain en el estado estadounidense de Ohio. En el Censo de 2010 tenía una población de 182 habitantes y una densidad poblacional de 62,46 personas por km².

## Geografía
Rochester se encuentra ubicada en las coordenadas 41°7′27″N 82°18′24″O / 41.12417, -82.30667. Según la Oficina del Censo de los Estados Unidos, Rochester tiene una superficie total de 2.91 km², de la cual 2.9 km² corresponden a tierra firme y (0.62%) 0.02 km² es agua.

## Demografía
Según el censo de 2010, había 182 personas residiendo en Rochester. La densidad de población era de 62,46 hab./km². De los 182 habitantes, Rochester estaba compuesto por el 98.35% blancos, el 0% eran afroamericanos, el 0.55% eran amerindios, el 0% eran asiáticos, el 0% eran isleños del Pacífico, el 0% eran de otras razas y el 1.1% pertenecían a dos o más razas. Del total de la población el 2.2% eran hispanos o latinos de cualquier raza.